# 回転木馬 (ミュージカル)

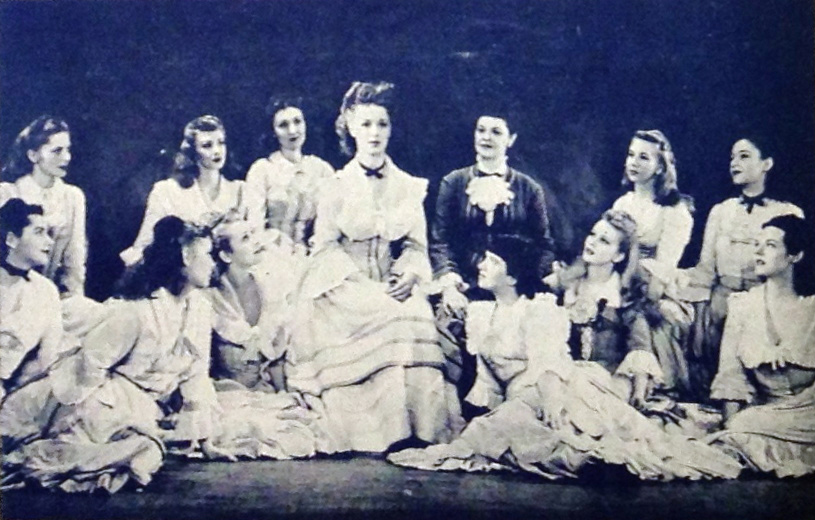
ジュリー役のアイヴァ・ウィザーズ(1947年頃)

『回転木馬』（かいてんもくば、Carousel ）は、1945年に、リチャード・ロジャースとオスカー・ハマースタイン2世によって書かれたブロードウェイ・ミュージカルである。

## 概要
原作はモルナール・フェレンツの劇曲『リリオム』。1956年には、20世紀フォックスによって映画化された。初演はトニー賞の創設前であったため、この賞とは縁が無かったが、1993年リバイバル上演され、翌1994年のトニー賞では、最優秀リバイバルミュージカル賞など5つの部門で賞を得た。
日本には1969年に宝塚歌劇団雪組により紹介される。1984年に星組が宝塚バウホールで再演。1995年には東宝製作でリバイバル版が帝国劇場他にて上演された。この作品では、男女のバレエダンサーが必要となるが、この日本での公演では李波などトップダンサーがキャスティングされ話題となった。
2009年3月には東京の天王洲銀河劇場にて上演され、メインキャストに笹本玲奈・浦井健治ほか。ダンサーには西島千博・中川賢・三木雄馬がキャスティングされている。
2011年3月には富山のオーバード・ホールにて上演。メインキャストに上野聖太・中村桃花ほか。
2006年頃にはヒュー・ジャックマンによる映画リメイクのニュースがあったが、2011年現在クランクインしていない。

## サッカーファンの愛唱歌「人生ひとりではない」
この作品中で歌われる「人生ひとりではない」（You'll Never Walk Alone）は、1963年10月にジェリー&ザ・ペースメイカーズによって全英チャートの1位を獲得。そこからリヴァプールFCサポーターの愛唱歌として親しまれるようになり（異説あり） 、やがては世界で多くのフットボール・フリークの愛唱歌となっていった。日本でもFC東京のサポーターズ・ソングとなっている。

## 主なミュージカルナンバー
- もしもあなたを愛したら (If I Loved You)
- 六月は一斉に花開く(June Is Bustin' Out All Over)
- ミスター・スノー (Mister Snow)
- 人生はひとりではない (You'll never walk alone)

## あらすじ
メイン州の漁村。回転木馬の呼び込みを生業とする男ビリーは、客として来ていた女工ジュリーを口説き、恋仲となる。二人はやがて結婚するが、客（ジュリー）に手を出したとしてビリーは回転木馬を解雇され、生活の苦しさに苛立つビリーはジュリーに度々手を上げていた。
やがてジュリーが子供を孕み、父親になる日が近づくのを意識したビリーは、焦りのあまり大金の盗みを企てる。しかしあえなく失敗、逃亡する際にビリーは事故死してしまった。粗暴だったが愛していた夫を失い、悲嘆にくれるジュリー。
しばらく経ち、天界で暮らしていたビリーは、自分の子供が苦難に陥っていると聞きつけ、星守に許可を得て1日だけ地上に戻ってきた。
ビリーの子供－娘のルイーズは、父親が泥棒だったという汚名から、友人らから白い目で見られていた。ビリーはルイーズの前に姿を現し、天界の星のかけらを渡して励まそうとするが、警戒するルイーズに苛立ち、彼女をぶってしまった。
ビリーにとっては悔いの残る父娘の対面となったが、ルイーズは見知らぬ人にぶたれたのに全然痛くない事を不思議に思う。それを母親のジュリーに尋ねると、ジュリーは亡き夫を思い描きつつ、そういう事もあるのだ、と諭すのだった。
地元の学校の卒業式、いがみあっていた友人と和解するルイーズと、それを笑顔で見守るジュリーを見届けて、ビリーは天界に還っていった。

## 映画
1956年に映画化。監督はヘンリー・キング。ゴードン・マクレーとシャーリー・ジョーンズは『オクラホマ!』に続いての共演である。

### キャスト
※括弧内は日本語吹替（テレビ版・初放送1970年1月3日『土曜映画劇場』）
- ビリー：ゴードン・マクレー（英語版）（広川太一郎）
- ジュリー： シャーリー・ジョーンズ（鈴木弘子）
- ジガー：キャメロン・ミッチェル（細井重之）
- キャリー：バーバラ・リュイック（英語版）（松島みのり）
- ネティ：クララメイ・ターナー（高橋和枝）
- エノック：ロバート・ラウンズヴィル（英語版）
- セルドン：ジーン・ロックハート
- ルイーズ：スーザン・ラッキー（英語版）
- バスコム：ジョン・デナー（英語版）

### スタッフ
- 監督・製作：ヘンリー・キング
- 脚本：ベンジャミン・F・グレイザー
- 脚色：ヘンリー・エフロン、フィービー・エフロン
- 撮影：チャールズ・クラーク
- 編集：ウィリアム・レイノルズ
- 音楽：リチャード・ロジャース、アルフレッド・ニューマン

## 宝塚歌劇団の公演
脚本はオスカー・ハマースタインII

。

### 雪組

#### 宝塚大劇場公演
形式名は「ミュージカル」。2部9場。
「リリオム」より。
公演期間は1969年5月31日から7月3日まで。新人公演は6月21日。
新人公演の主な出演者は汀夏子、摩耶明美、楠かおり、七津あけみ、志都美咲、玉梓真紀。
スタッフ
- 音楽：リチャード・ロジャース[3]
- 翻訳：倉橋健[3]
- 演出・振付：エドワード・ロール[3]
- 演出補：川井秀幸[3]
- 編曲[3]：入江薫、吉崎憲治
- 音楽指揮・歌唱指導：橋本和明[3]
- 振付補：鈴木武[3]
- 装置：石浜日出雄[6]
- 衣装：静間潮太郎[6]
- ヘアー・デザイン：畠山順吉[6]
- 照明：今井直次[6]
- 小道具：生島道正[6]
- 効果：村上茂[6]
- 演出助手：太田哲則[6]
- 製作：野田浜之助[6]

主な配役（本公演）
- マリン夫人、ドクセルトン：大路三千緒[3]
- ビリー：真帆志ぶき[3][7]
- ジュリー：大原ますみ[3][7]
- アーミニー：三鷹恵子[3]
- バスコム：岸香織[3]
- イノック：牧美佐緒[3]
- ジューンボーイ：亜矢ゆたか[3]
- ジガー：風さやか[3]
- キャリー：新三矢子[3]
- イノック・ジュニア：汀夏子[8]
- ネティ：高宮沙千[6]
- ルイズ：摩耶明美[6]
- 星の番人：曽我桂子[6]
- 天国の友：曼珠はるか[6]

主な配役（新人公演）
- ビリー：汀夏子[7]
- ジュリー：摩耶明美[7]

#### 東京宝塚劇場公演
演出はエドワード・ロール。
公演期間は1969年8月2日から9月3日まで。新人公演は8月14日と8月20日。
主な配役（本公演）
- ビリー：真帆志ぶき[7]
- ジュリー：大原ますみ[7]

主な配役（新人公演）
- ビリー：汀夏子[7]
- ジュリー：摩耶明美[7]

### 星組
公演場所は宝塚バウホール。
形式名は「バウ・ミュージカル」。2幕。
公演期間は1984年9月1日から9月15日まで。
スタッフ
- 音楽：リチャード・ロジャース[5]
- 作詞：オスカー・ハマースタインII[5]
- 翻訳：倉橋健[5]
- 脚色・演出：三木章雄[5]
- 音楽指揮：寺田瀧雄[5]
- 音楽助手：吉田優子[5]
- 振付：朱里みさを[5]
- 衣装：任田幾英[5]
- 装置：大橋泰弘[5]
- 照明：今井直次[5]
- 演出助手：中村暁[5]
- 製作：久国高[5]
- 製作協力：東宝音楽出版[5]

主な配役
- ビリー：山城はるか[5]
- ジュリー：湖条れいか[5]
- ジガー：日向薫[5]
- キャリー：ありす未来[5]
- イノック：あづみれいか[5]
- ネティ：花愛望都
- ルイーズ：綾瀬るり[5]
- イノック・ジュニア：燁明[5]
- 星の番人：萬あきら[5]